# Subaru G4e
La Subaru G4e est un concept car électrique développé par Subaru avec le concours de la société Tokyo Electric Power Company. Elle a été présentée en 2007. Sa motorisation à batterie au lithium-ion a une autonomie de 200 km. Cette batterie prend 8 heures de recharge lorsque connectée sur une prise électrique standard ou à 80 % en 15 minutes grâce à une prise spéciale.